# اینگولفور آرنارسون

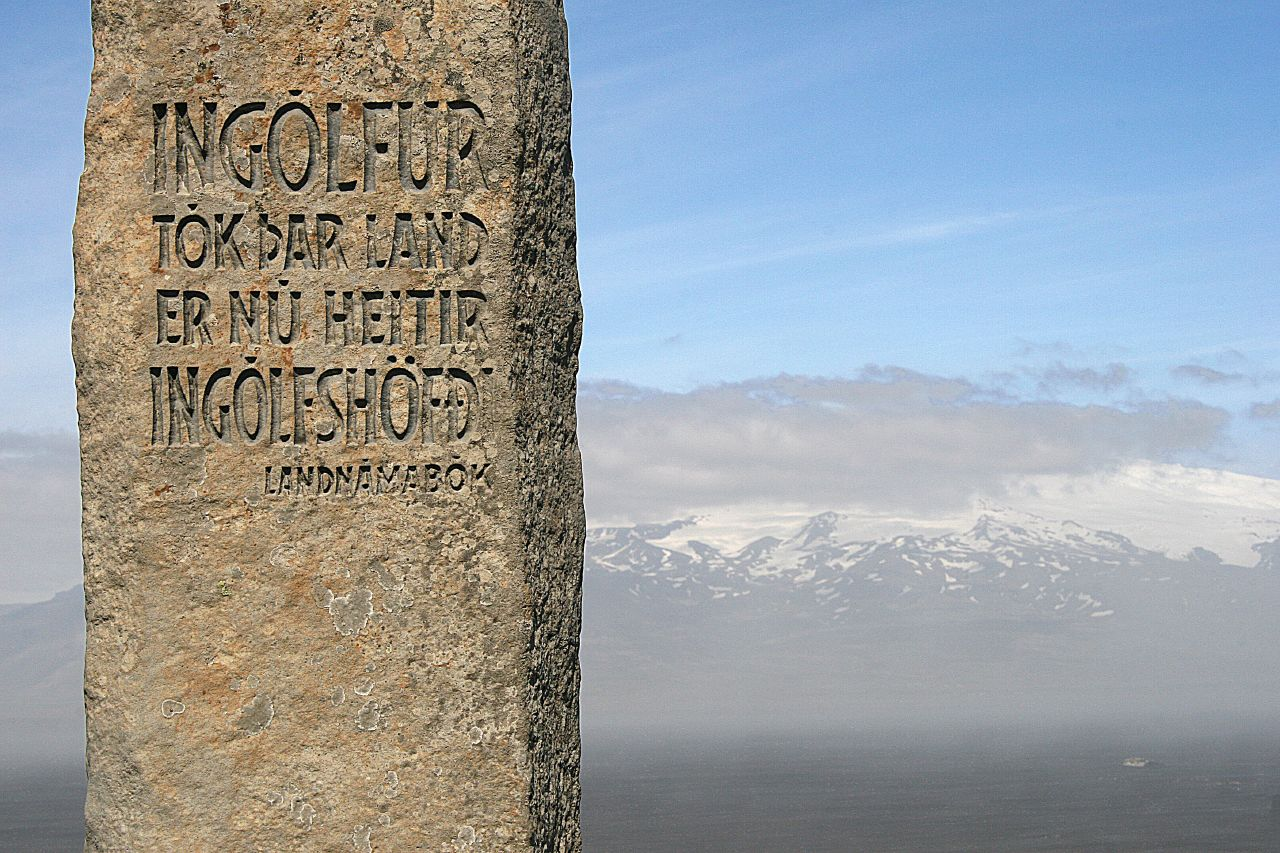
بنای تاریخی ای در محل اولین شهرک ایسلندی

اینگولفور آرنارسون (در برخی منابع به نام بجقنولفسون شناخته می‌شود) شخصی است که به عنوان یکی از اولین نورس‌های ایسلند شناخته می‌شود که با همسر و برادر خود شهر با توجه به سنت(تاریخ)، آنها شهر ریکیاویک را در سال ۸۷۴ تأسیس کردند. همچنین او یکی از رؤسای قبایل نروژ بود.

## میراث

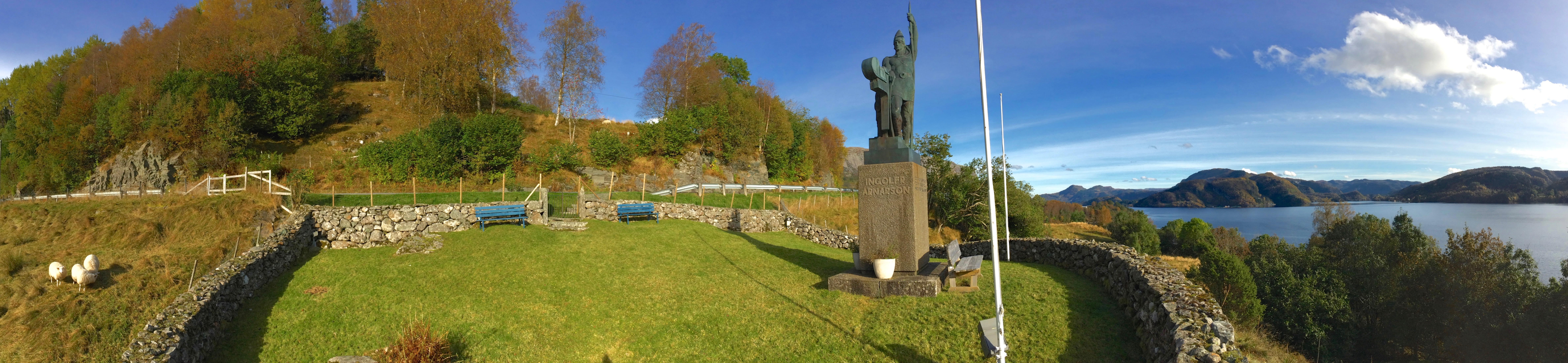
مجسمه اینگولفور آرنارسون در رایودال

در سال ۱۹۲۴ مجسمه ای از اینگولفور آرنارسون که توسط اینار یونسون (هنرمند متولد ۱۸۷۴-مرگ ۱۹۵۴) طراحی شده‌است